# Jezero u Stéblové
Jezero u Stéblové někdy nazývaný též Štěrkové jezero nebo Gigant je velká vodní plocha o rozloze cca 34 ha vzniklá po těžbě štěrkopísku ukončené v 90. letech 20. století. Písník se nalézá na katastru obce Stéblová v okrese Pardubice asi 2 km severně od centra obce u silnice spojující Staré Ždánice a Srch. Písník je v současné době využíván jako rybářský revír. V jeho těsné blízkosti se nalézají písníky Oplatil I, Oplatil II, písník Hrádek, Malá Čeperka.

## Galerie

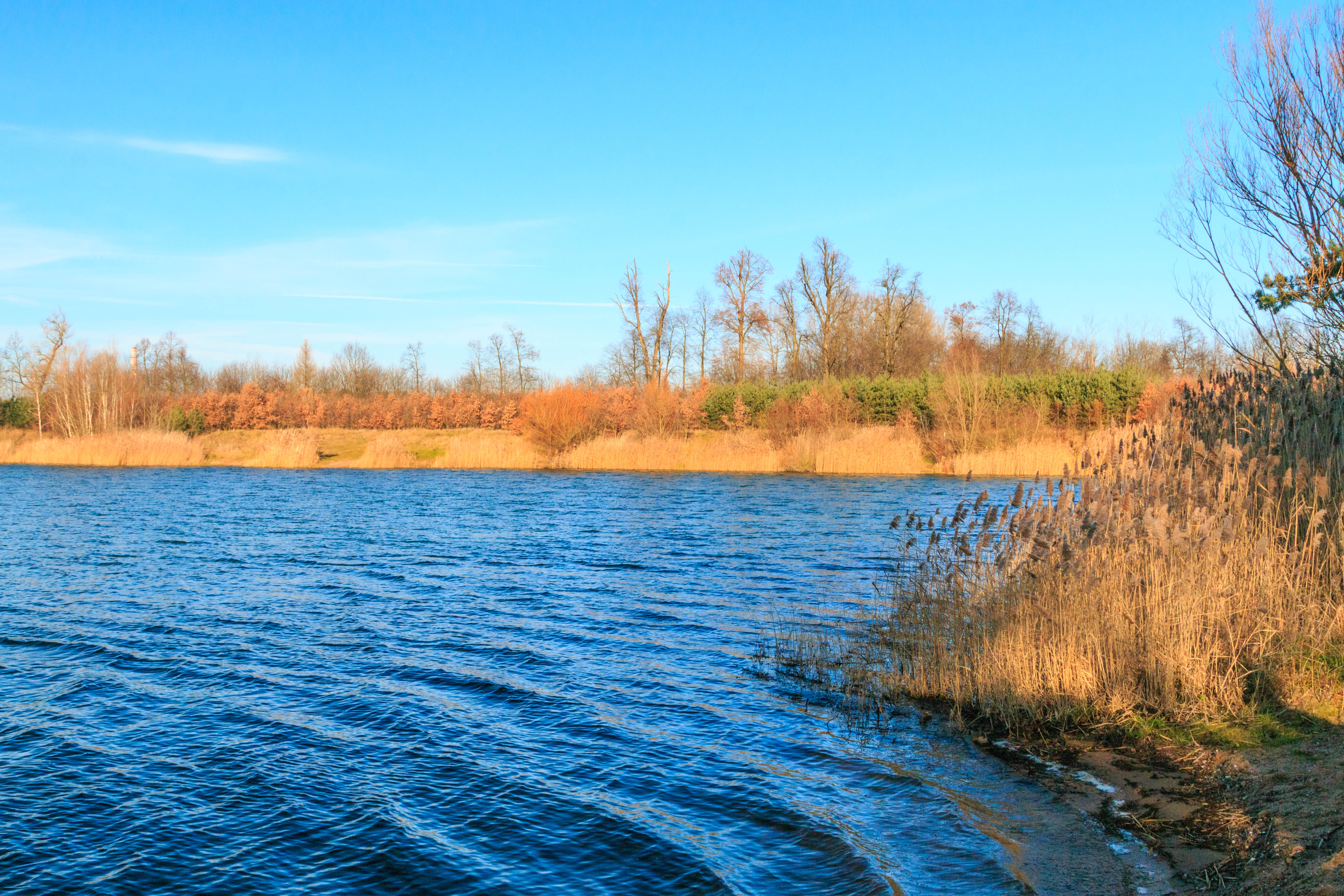
Písník Jezero u Stéblové
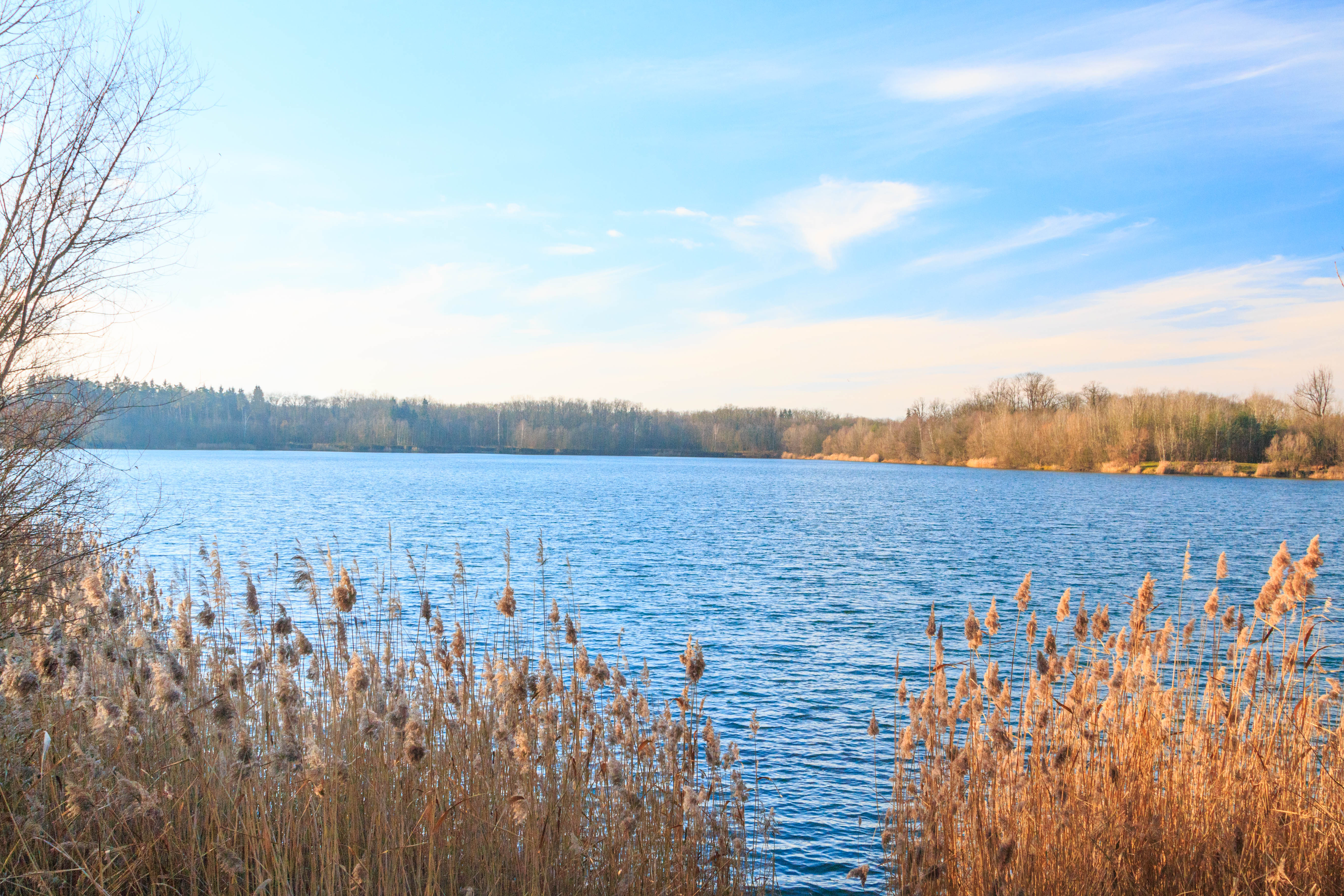
Písník Jezero u Stéblové
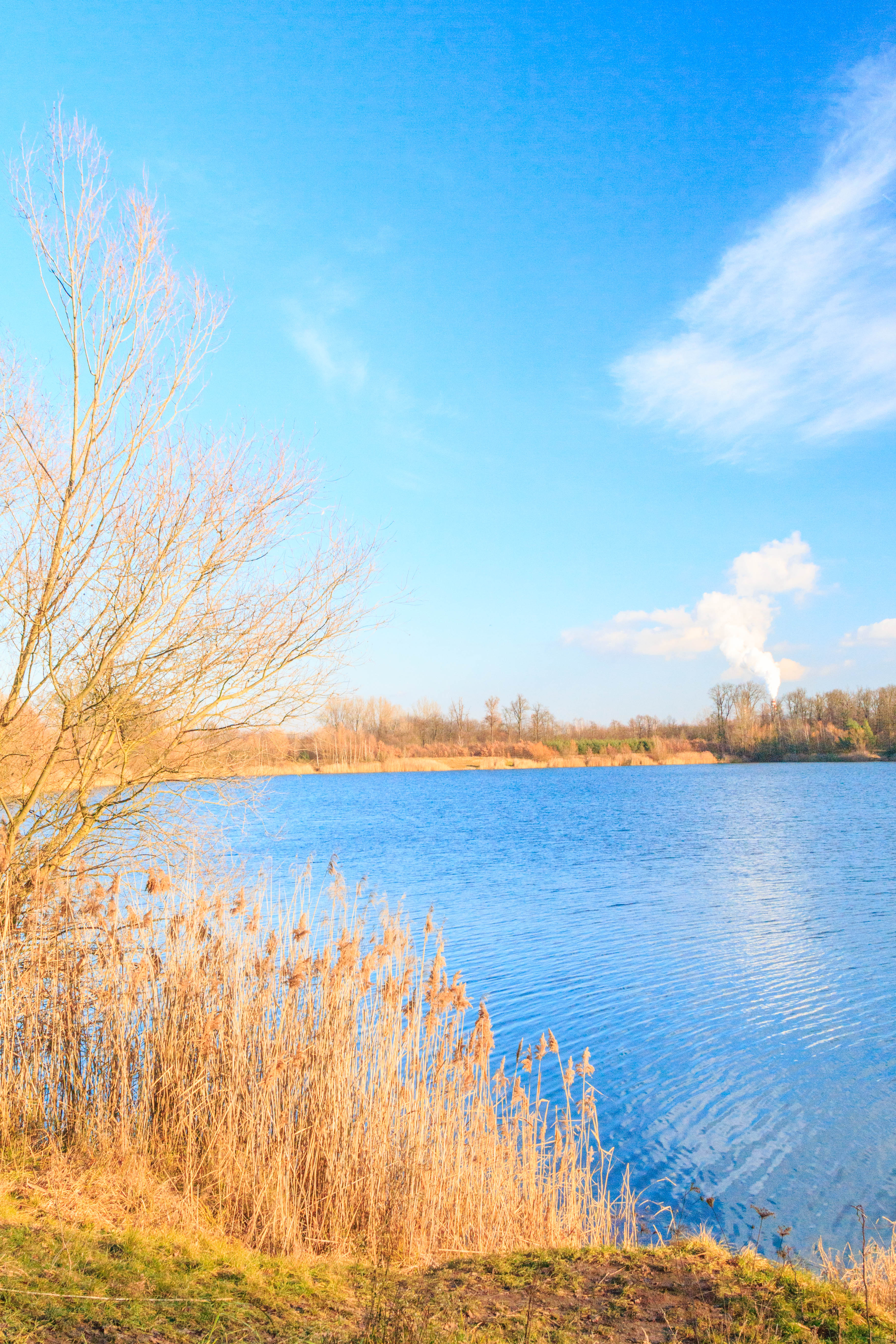
Písník Jezero u Stéblové
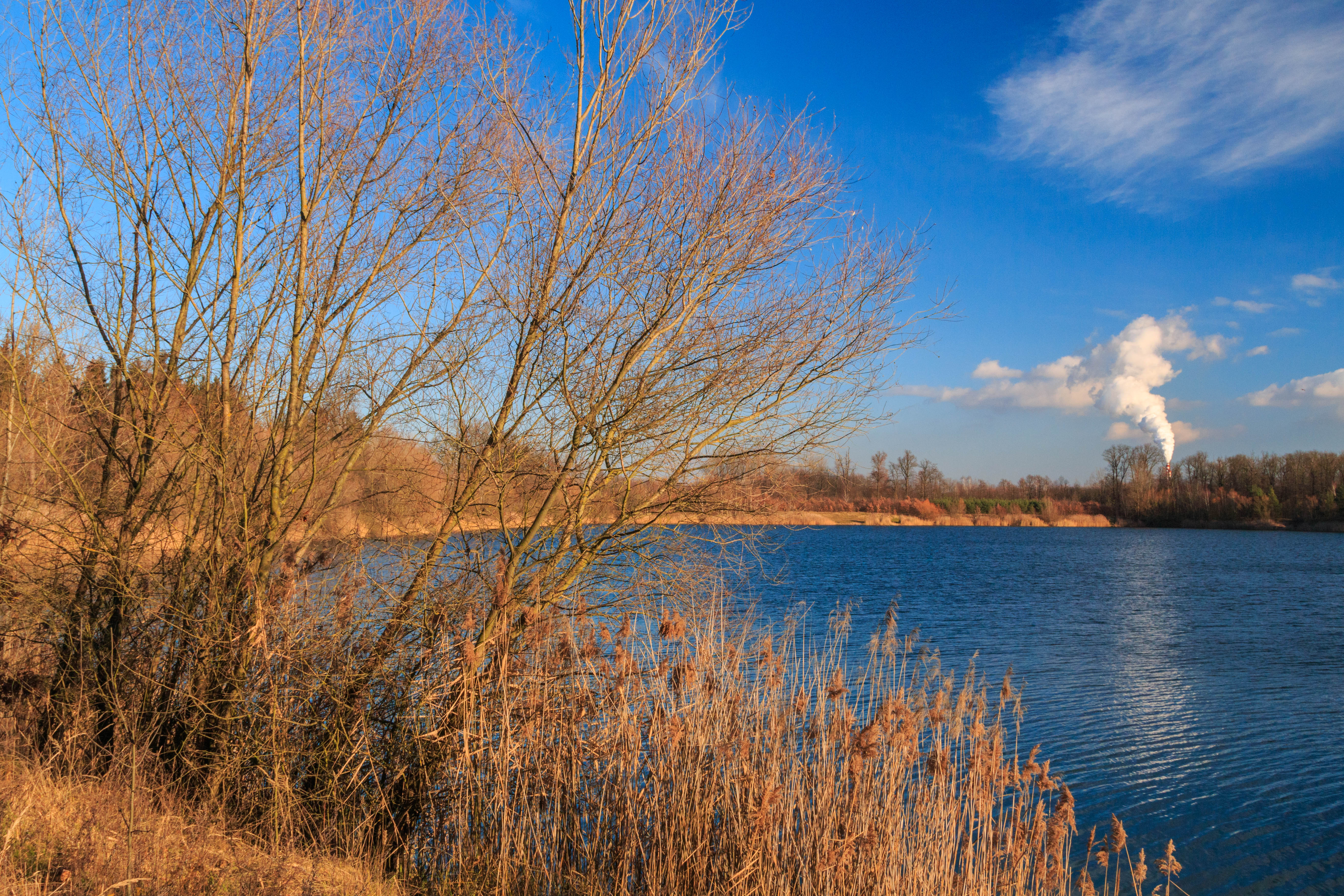
Písník Jezero u Stéblové